# Колона (село)
Колона (укр. Колона) — село в Павловской сельской общине Владимирского района Волынской области Украины.
До 2020 года входило в Иваничевский район.
Код КОАТУУ — 0721182301. Население по переписи 2001 года составляет 605 человек. Почтовый индекс — 45332. Телефонный код — 3372. Занимает площадь 17 км².